# بید نوک‌دراز
بید نوک‌دراز (نام علمی: Salix bebbiana) نام یک گونه از سرده بید است.